# Centrocalia
Centrocalia là một chi nhện trong họ Lamponidae.